# ケフェウス座ニュー星
ケフェウス座ニュー星(ν Cephei)は、ケフェウス座にある、スペクトル分類A2、4等級の恒星である。白く明滅するはくちょう座アルファ型変光星で、地球から約4,700光年離れている。
ケフェウス座ミュー星やケフェウス座VV星も含むケフェウス座OB2アソシエーションの一員である。約20太陽質量の恒星として約800万年前に生まれ、現在は核内の水素を使い尽くして冷え、超巨星となっている。構成元素の分析では、まだ赤色超巨星になって間もなく、汲み上げ効果により核融合物質を対流により恒星表面に運んでいるところである。
ケフェウス座ニュー星は、太陽質量の15倍、太陽半径の190倍、太陽光度の10万倍である。その大きさと明るさのため、いくらか不安定で、不規則な脈動をする。これは、A型やB型の超巨星ではくちょう座アルファ型変光星に分類されるものの共通の特徴である。明るさは最大10倍変動する。